# ذى هرم (الشعر)

تعديل مصدري - تعديل

ذى هرم هي إحدى قرى عزلة القابل الأعلى بمديرية الشعر التابعة لمحافظة إب، بلغ تعداد سكانها 812 نسمة حسب تعداد اليمن لعام 2004.